# Vanessa Pereira
Vanessa Pereira (Patos de Minas, Brasil, 2 de febrero de 1988) es una futbolista brasileña. Juega de ala y su equipo actual es el Leoas da Serra de la Primera División de fútbol sala femenino de Brasil. Fue elegida como mejor jugadora de fútbol sala del mundo durante tres años consecutivos, en los años 2010, 2011 y 2012.

## Trayectoria
Comenzó jugando en el Gobernador Valadares de Brasil, posteriormente jugó en Kindermann Caçador, Unochapecó, otros equipos de su país de origen. En invierno del año 2010 decide dar su salto a Europa fichando por el Burela FS. Después decide volver a Brasil para jugar en el Unochapecó y en 2015 va a irse a jugar a la liga italiana al equipo del Sinnai y posteriormente al Pescara. En el mercado de invierno de 2018 retorna a España para jugar con el Jimbee Roldán. En la temporada 2018-19, decide volver a Italia para jugar en esta ocasión en el equipo del Ternara Celebrity. Al año siguiente ficha por el SS Lazio. En junio de 2021 decide regresar a Brasil para jugar con el Taboão da Serra. En el año 2022 ficha por el Leoas da Serra.

## Selección nacional
Ha sido campeona mundial con la selección de Brasil 6 años y de la copa América en 2 ocasiones.

## Estadísticas

### Clubes
Actualizado al último partido jugado el 1 de julio de 2019.
| Club | Div.          | Temporada     | Liga  | Liga  | Liga       | Liga      | Copas nacionales(1) | Copas nacionales(1) | Copas nacionales(1) | Copas nacionales(1) | Torneos internacionales(2) | Torneos internacionales(2) | Torneos internacionales(2) | Torneos internacionales(2) | Total(3) | Total(3) | Total(3)   | Total(3)  |
| Club | Div.          | Temporada     | Part. | Goles | Amonestado | Expulsado | Part.               | Goles               | Amonestado          | Expulsado           | Part.                      | Goles                      | Amonestado                 | Expulsado                  | Part.    | Goles    | Amonestado | Expulsado |
| --- | ------------- | ------------- | ----- | ----- | ---------- | --------- | ------------------- | ------------------- | ------------------- | ------------------- | -------------------------- | -------------------------- | -------------------------- | -------------------------- | -------- | -------- | ---------- | --------- |
| Gobernador Valadares · Brasil |               |               |       |       |            |           |                     |                     |                     |                     |                            |                            |                            |                            |          |          |            |           |
| 1.ª |               |               |       |       |            |           |                     |                     |                     |                     |                            |                            |                            |                            |          |          |            |           |
| |               | -             | -     | -     | -          | -         | -                   | -                   | -                   | -                   | -                          | -                          |                            | -                          | -        | -        |            |           |
| Total club | Total club    | -             | -     | -     | -          | -         | -                   | -                   | -                   | -                   | -                          | -                          | -                          | -                          | -        | -        | -          |           |
| Kindermann Caçador · Brasil |               |               |       |       |            |           |                     |                     |                     |                     |                            |                            |                            |                            |          |          |            |           |
| 1.ª |               |               |       |       |            |           |                     |                     |                     |                     |                            |                            |                            |                            |          |          |            |           |
| |               | -             | -     | -     | -          | -         | -                   | -                   | -                   | -                   | -                          | -                          |                            | -                          | -        | -        |            |           |
| Total club | Total club    | -             | -     | -     | -          | -         | -                   | -                   | -                   | -                   | -                          | -                          | -                          | -                          | -        | -        | -          |           |
| Unochapecó · Brasil |               |               |       |       |            |           |                     |                     |                     |                     |                            |                            |                            |                            |          |          |            |           |
| 1.ª |               |               |       |       |            |           |                     |                     |                     |                     |                            |                            |                            |                            |          |          |            |           |
| |               | -             | -     | -     | -          | -         | -                   | -                   | -                   | -                   | -                          | -                          |                            | -                          | -        | -        |            |           |
| Total club | Total club    | -             | -     | -     | -          | -         | -                   | -                   | -                   | -                   | -                          | -                          | -                          | -                          | -        | -        | -          |           |
| CD Burela FS · España |               |               |       |       |            |           |                     |                     |                     |                     |                            |                            |                            |                            |          |          |            |           |
| 1.ª |               |               |       |       |            |           |                     |                     |                     |                     |                            |                            |                            |                            |          |          |            |           |
| 2010-11 | 6             | 8             | 1     | 0     | 2          | 2         | 0                   | 0                   | -                   | -                   | -                          | -                          | 8                          | 10                         | 1        | 0        |            |           |
| Total club | Total club    | 6             | 8     | 1     | 0          | 2         | 2                   | 0                   | 0                   | -                   | -                          | -                          | -                          | 8                          | 10       | 1        | 0          |           |
| Inchusa Sinnai · Italia |               |               |       |       |            |           |                     |                     |                     |                     |                            |                            |                            |                            |          |          |            |           |
| 1.ª |               |               |       |       |            |           |                     |                     |                     |                     |                            |                            |                            |                            |          |          |            |           |
| 2015-16 | 16            | 34            | -     | -     | -          | -         | -                   | -                   | -                   | -                   | -                          | -                          | 16                         | 34                         | -        | -        |            |           |
| 2016-17 | 29            | 52            | 7     | 0     | 3          | 6         | 0                   | 0                   | -                   | -                   | -                          | -                          | 32                         | 58                         | 7        | 0        |            |           |
| Total club | Total club    | 45            | 86    | 7     | 0          | 3         | 6                   | 0                   | 0                   | -                   | -                          | -                          | -                          | 48                         | 92       | 7        | 0          |           |
| ASD Pescara · Italia |               |               |       |       |            |           |                     |                     |                     |                     |                            |                            |                            |                            |          |          |            |           |
| 1.ª |               |               |       |       |            |           |                     |                     |                     |                     |                            |                            |                            |                            |          |          |            |           |
| 2017-18 | 22            | 43            | 1     | 0     | -          | -         | -                   | -                   | -                   | -                   | -                          | -                          | 22                         | 43                         | 1        | 0        |            |           |
| Total club | Total club    | 22            | 43    | 1     | 0          | -         | -                   | -                   | -                   | -                   | -                          | -                          | -                          | 22                         | 43       | 1        | 0          |           |
| Jimbee Roldán FSF · España |               |               |       |       |            |           |                     |                     |                     |                     |                            |                            |                            |                            |          |          |            |           |
| 1.ª |               |               |       |       |            |           |                     |                     |                     |                     |                            |                            |                            |                            |          |          |            |           |
| 2017-18 | 10            | 11            | 2     | 0     | 2          | 0         | 0                   | 0                   | -                   | -                   | -                          | -                          | 12                         | 11                         | 2        | 0        |            |           |
| Total club | Total club    | 10            | 11    | 2     | 0          | 2         | 0                   | 0                   | 0                   | -                   | -                          | -                          | -                          | 12                         | 11       | 2        | 0          |           |
| ASD Ternana Futsal · Italia |               |               |       |       |            |           |                     |                     |                     |                     |                            |                            |                            |                            |          |          |            |           |
| 1.ª |               |               |       |       |            |           |                     |                     |                     |                     |                            |                            |                            |                            |          |          |            |           |
| 2018-19 | 25            | 26            | 7     | 0     | 3          | 2         | 1                   | 0                   | -                   | -                   | -                          | -                          | 28                         | 28                         | 8        | 0        |            |           |
| Total club | Total club    | 25            | 26    | 7     | 0          | 3         | 2                   | 1                   | 0                   | -                   | -                          | -                          | -                          | 28                         | 3        | 8        | 0          |           |
| SS Lazio · Italia |               |               |       |       |            |           |                     |                     |                     |                     |                            |                            |                            |                            |          |          |            |           |
| 1.ª |               |               |       |       |            |           |                     |                     |                     |                     |                            |                            |                            |                            |          |          |            |           |
| 2019-20 |               | -             | -     | -     | -          | -         | -                   | -                   | -                   | -                   | -                          | -                          |                            | -                          | -        | -        |            |           |
| 2020-21 |               | -             | -     | -     | -          | -         | -                   | -                   | -                   | -                   | -                          | -                          |                            | -                          | -        | -        |            |           |
| Total club | Total club    | -             | -     | -     | -          | -         | -                   | -                   | -                   | -                   | -                          | -                          | -                          | -                          | -        | -        | -          |           |
| Tabõao da Serra · Brasil |               |               |       |       |            |           |                     |                     |                     |                     |                            |                            |                            |                            |          |          |            |           |
| 1.ª |               |               |       |       |            |           |                     |                     |                     |                     |                            |                            |                            |                            |          |          |            |           |
| 2021 |               | -             | -     | -     | -          | -         | -                   | -                   | -                   | -                   | -                          | -                          |                            | -                          | -        | -        |            |           |
| Total club | Total club    | -             | -     | -     | -          | -         | -                   | -                   | -                   | -                   | -                          | -                          | -                          | -                          | -        | -        | -          |           |
| Leoas da Serra · Brasil |               |               |       |       |            |           |                     |                     |                     |                     |                            |                            |                            |                            |          |          |            |           |
| 1.ª |               |               |       |       |            |           |                     |                     |                     |                     |                            |                            |                            |                            |          |          |            |           |
| 2022 |               | -             | -     | -     | -          | -         | -                   | -                   | -                   | -                   | -                          | -                          |                            | -                          | -        | -        |            |           |
| Total club | Total club    | -             | -     | -     | -          | -         | -                   | -                   | -                   | -                   | -                          | -                          | -                          | -                          | -        | -        | -          |           |
| Total carrera | Total carrera | Total carrera | 102   | 166   | 17         | 0         | 8                   | 8                   | 1                   | 0                   | -                          | -                          | -                          | -                          | 110      | 174      | 18         | 0         |
| (1) Incluye datos de Copas nacionales / Supercopas de nacionales. (2) Incluye datos de Campeonato de Europa de Clubes. (3) No incluye datos de partidos amistosos. |               |               |       |       |            |           |                     |                     |                     |                     |                            |                            |                            |                            |          |          |            |           |

## Palmarés y distinciones
- Liga española: 1

2017-18
- UMBRO Futsal Awards (como mejor jugadora): 3

2010, 2011 y 2012
- Máxima goleadora:

(liga italiana) 2016, 2017
(copa italiana) 2017
(copa América) 2017